# Simaqiao (köpinghuvudort i Kina, Hunan Sheng, lat 25,42, long 111,76)
Simaqiao (kinesiska: 四马桥) är en köpinghuvudort i Kina. Den ligger i provinsen Hunan, i den södra delen av landet, omkring 330 kilometer söder om provinshuvudstaden Changsha. Antalet invånare är 29 897. Befolkningen består av 14 022 kvinnor och 15 875 män. Barn under 15 år utgör 24,0 %, vuxna 15-64 år 66 %, och äldre över 65 år 8,0 %.
Runt Simaqiao är det tätbefolkat, med 257 invånare per kvadratkilometer. Närmaste större samhälle är Shuishizhen, 13,7 km öster om Simaqiao. I omgivningarna runt Simaqiao växer i huvudsak blandskog.
Genomsnittlig årsnederbörd är 2 044 millimeter. Den regnigaste månaden är maj, med i genomsnitt 302 mm nederbörd, och den torraste är oktober, med 49 mm nederbörd.